# Сервач (річка)
Сервач — річка в Докшицькому, Мядельському та Вілейському районах Білорусі, права притока Вілії. Довжина 85 км. Водозбір 1 105 км². Середньорічна витрата води в гирлі 7,6 м³/с. Середній нахил водної поверхні 0,2 ‰.

## Основні притоки
- Праві: Патачанка, Наква, Катлянка
- Ліві: Галядза, Зуйка

## На річці
Селище міського типу Кривичі (при впадінні річки Накви); зона відпочинку державного значення «Вілейка» (на Вілейському водосховищі).

## Загальний опис
Витікає на південний захід з озера Сервач у Докшицькому районі, впадає до Вілейського водосховища на південному сході від села Людвінова Вілейського району. Замерзає в середині грудня, розкриття в кінці березня.
Долина у верхній і місцями в середній течії невиразна, на решті трапецієподібна; її ширина 1,5-2,5 км, місцями звужується до 0,6-1 км. Заплава двостороння, слабкопересічена, у верхній течії заболочена, торф'яниста, на решті суха, піщана. Русло сильно звивисте, в середній течії протягом 1,8 км каналізоване, у верхньому — сильно заростає; ширина його у верхній течії — 2-5 м, в середньому і нижньому — 15-25 м, місцями до 40 м.